# Trappes
Trappes er en mindre fransk kommune i departementet Yvelines. Byen ligger tretten kilometer sydvest for Versailles og regnes med til Paris' forstæder.
Trappes er en del af Communauté d'agglomération de Saint-Quentin-en-Yvelines.

## Geografi

### Placering
Trappes ligger på en højslette sydvest for Versailles. Den grænser op til kommunerne Bois-d'Arcy i nordøst, Montigny-le-Bretonneux i øst, Magny-les-Hameaux i sydøst, Mesnil-Saint-Denis og Saint-Lambert-des-bois i syd, Elancourt i vest og til Plaisir og søen Étang de Saint-Quentin og et rekreativt område i nord. Mod syd ligger en del af skoven Port-Royal des Champs.
Trappes ligger ligeledes op til Parc naturel régional de la haute vallée de Chevreuse.
I alt er der 925 ha grønne områder i kommunen, hvilket svarer til 298 m2pr. indbygger.

### Geologi og topografi
Åen Rhodon, som er en biflod til Yvette, har sit udspring i Trappesskoven.
Élancourthøjen, som er en kunstig høj, der er 231 meter høj og som delvist ligger i Trappes er det højeste punkt i departementet Yvelines, men også det højeste punkt i regionen Île-de-France.

### Klima
Klimaet i Trappes er et tempereret klima, som er delvist under indflydelse fra et oceanisk klima i vest og et kontinentalt klima i øst. Det er ikke specielt fugtigt med en gennemsnitlig årlig nedbør på 650 mm. Den dominerende vindretning er vest eller sydvest, hvilket beskytter området mod den værste forurening fra det nærliggende Paris-område.De koldeste måneder er december og januar, de varmeste er juli og august. Den højeste temperatur, der er målt var den 6. august 203, hvor der blev målt 39,1 °C.

## Historie
Trappes blev kendt i slutningen af juli 2013, da en simpel anholdelse af en tilsyneladende voldelig ægtemand, udviklede sig til voldelige optøjer, der strakte sig over flere dage.